# Flexopecten glaber
Flexopecten glaber is een tweekleppig weekdier uit de familie van de mantels (Pectinidae). De naam van de soort werd, als Ostrea glabra, in 1758 voor het eerst door Carl Linnaeus gepubliceerd op pagina 698 van de tiende druk van Systema naturae.
Flexopecten glaber distans

Rechter en linker klep van hetzelfde exemplaar:

Rechter klep
Linker klep

## Ondersoorten
Er worden drie ondersoorten onderscheiden:
- Flexopecten glaber glaber
- Flexopecten glaber ponticus (Bucquoy, Dautzenberg & Dollfus, 1889)
- Flexopecten glaber proteus (Dillwyn, 1817)